# Паулу Мадейра
Паулу Мадейра (порт. Paulo Madeira, нар. 6 вересня 1970, Луанда, Ангола) — португальський футболіст, захисник.
Насамперед відомий виступами за «Бенфіку» та національну збірну Португалії.
Чемпіон Португалії. Володар Кубка Португалії.

## Клубна кар'єра
Народився 6 вересня 1970 року в столиці Анголи Луанді. Вихованець юнацьких команд футбольних клубів «Лушитану» та «Бенфіка».
У дорослому футболі дебютував у 1989 році виступами за команду клубу «Бенфіка», в якій провів шість сезонів, взявши участь у 76 матчах чемпіонату. За цей час виборов титул чемпіона Португалії.
Згодом з 1993 до 1997 року грав у складі команд клубів «Марітіму» та «Белененсеш».
Своєю грою за останню команду знову привернув увагу представників тренерського штабу клубу «Бенфіка», до складу якого повернувся 1997 року. Цього разу відіграв за лісабонський клуб наступні п'ять сезонів своєї ігрової кар'єри.
Протягом 2002—2003 років грав у Бразилії, де захищав кольори команди клубу «Флуміненсе».
Завершив професійну ігрову кар'єру у клубі «Ештрела», за команду якого виступав протягом 2003—2004 років.

## Виступи за збірні
У 1989 році залучався до складу молодіжної збірної Португалії. На молодіжному рівні зіграв у 6 офіційних матчах.
У 1991 році дебютував в офіційних матчах у складі національної збірної Португалії. Протягом кар'єри у національній команді, яка тривала 10 років, провів у формі головної команди країни лише 24 матчі, забивши 3 голи.
У складі збірної був учасником чемпіонату Європи 1996 року в Англії.

## Титули і досягнення
- Чемпіон світу (U-20): 1989
- Чемпіон Португалії (1):

«Бенфіка»:  1990–91
- Володар Кубка Португалії (1):

«Бенфіка»:  1992–93
- Володар Суперкубка Португалії (1):

«Бенфіка»:  1989